# مکرمه قنبری

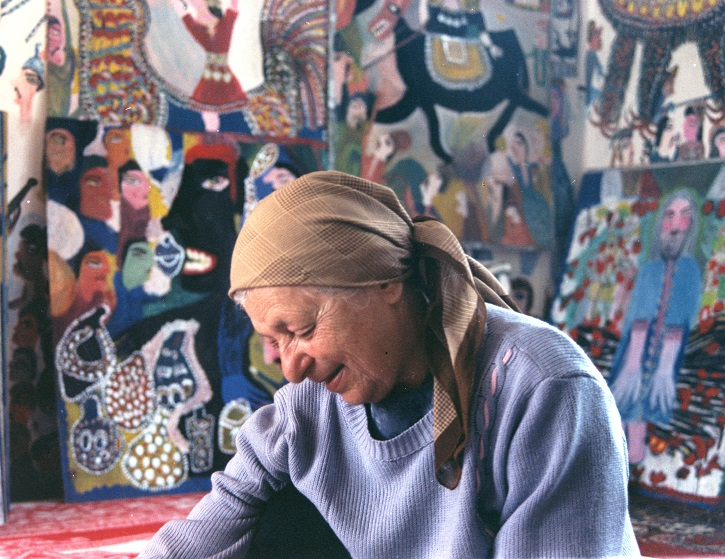
مکرمه قنبری - ۱۳۷۹

مکرمه قنبری (شناخته شده به نام ننه مکرمه)، (متولد: ۱۳۰۷ (۱۹۲۸) در دری‌کنده بابل، ایران – درگذشت: ۲ آبان ۱۳۸۴ (۲۴ اکتبر ۲۰۰۵) نقاش سبک پست مدرنیسم بود که به خاطر نقاشی‌هایش به شهرت جهانی رسید.
نقاشی‌های وی موجب شد تا به عنوان بانوی سال نقاش در سال ۲۰۰۱ توسط دوازدهمین کنفرانس ایران‌شناسی در دانشگاه دولتی سوئد، معرفی شود.
مکرمه تحصیلات دانشگاهی و سواد خواندن و نوشتن نداشت و دوره علمی هم نگذرانده بود. او در سن ۶۷ سالگی نقاشی را شروع کرد و نخستین نمایشگاه او در سال ۱۳۷۴ در گالری سیحون بر پا شد. اولین بار در سال ۱۹۹۸ فیلمی از مکرّمه و آثار او توسط مجید ماهیچی ساخته شد.
نمایشگاه‌های بسیاری از آثار مکرمه در سراسر دنیا برگزار شده و هر ساله برگزار می‌شود.
مکرمه که خانه‌اش جزء میراث فرهنگی کشور به ثبت رسیده و به موزه تبدیل شده، هر ساله پذیرای بازدیدکنندگان فراوانی از سراسر دنیاست.
خانه موزه مکرمه همکاری‌های بسیاری با موزه‌های مختلف دنیا از جمله موزه باورز در ایالت کالیفرنیا داشته که ماحصل آن برپایی نمایشگاه‌هایی در کالیفرنیا بوده و سایر کشورها بوده‌است.

## فیلم مستند
- مکرمه، خاطرات و رؤیاها،[۳] عنوان فیلمی مستند است که ابراهیم مختاری در مرداد سال ۱۳۹۲ ساخته و توسط مؤسسه فرهنگ و هنر رها فیلم انتشار یافت و جوایز بسیاری را از آن خود کرد.
- در سال ۱۳۸۰ هالی کارگردان و مستندساز معروف آمریکایی مستندی از این نقاش بین‌المللی و خودآموخته ایرانی ساخته است.